# Universidad Bowen
La Universidad Bowen (Bowen University en idioma inglés) es una universidad privada bautista, ubicada en Iwo, Nigeria. Ella está afiliada a la Convención Bautista Nigeriana.

## Historia
La Universidad fue fundada el 17 de julio de 2001 por la Convención Bautista Nigeriana. Se inauguró en 2002 con 500 estudiantes. En 2017, tendría 5.000 estudiantes. En 2018, la universidad lanzó una estación de radio.

## Campus

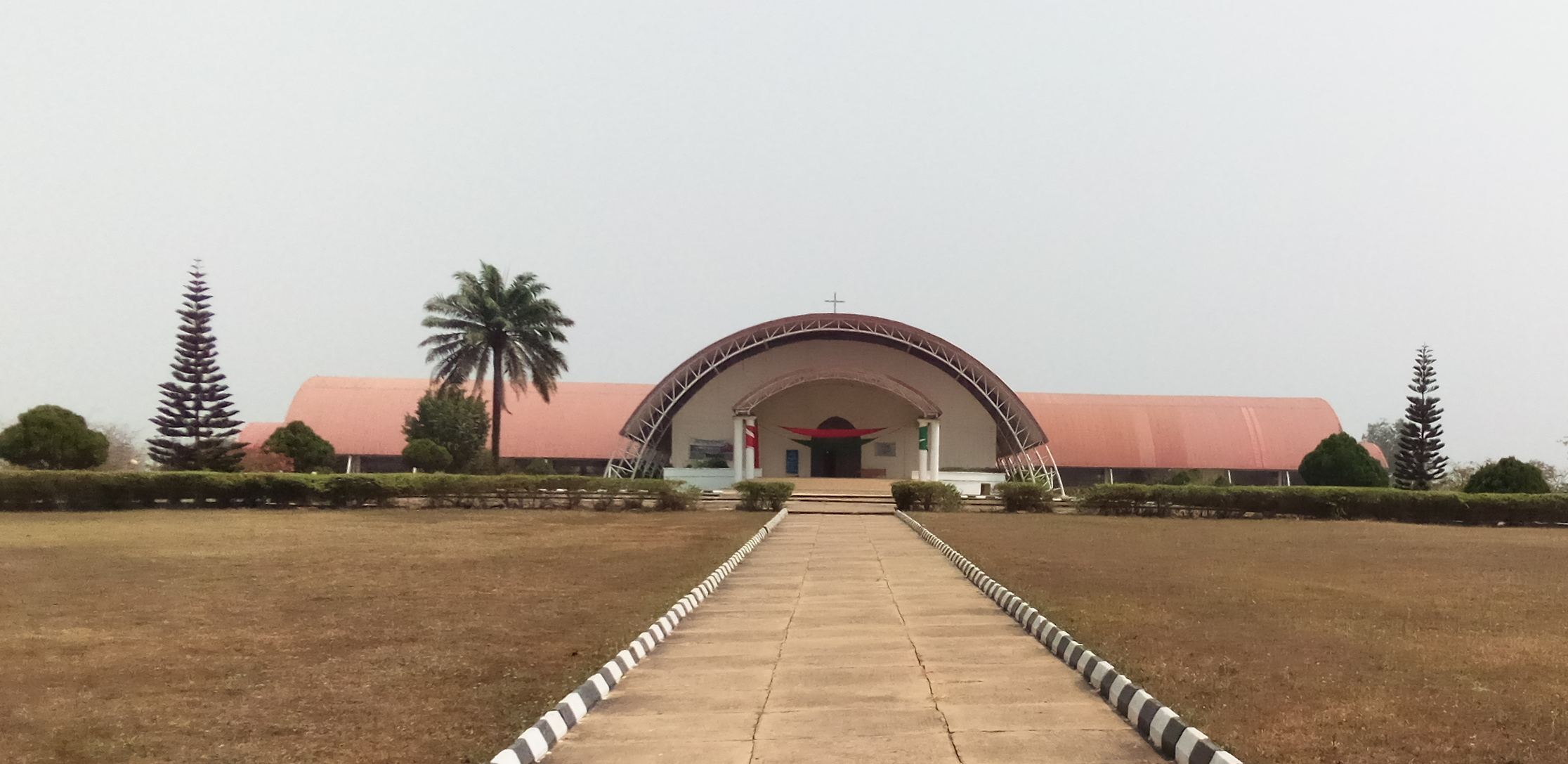
Centro de adoración Bowen
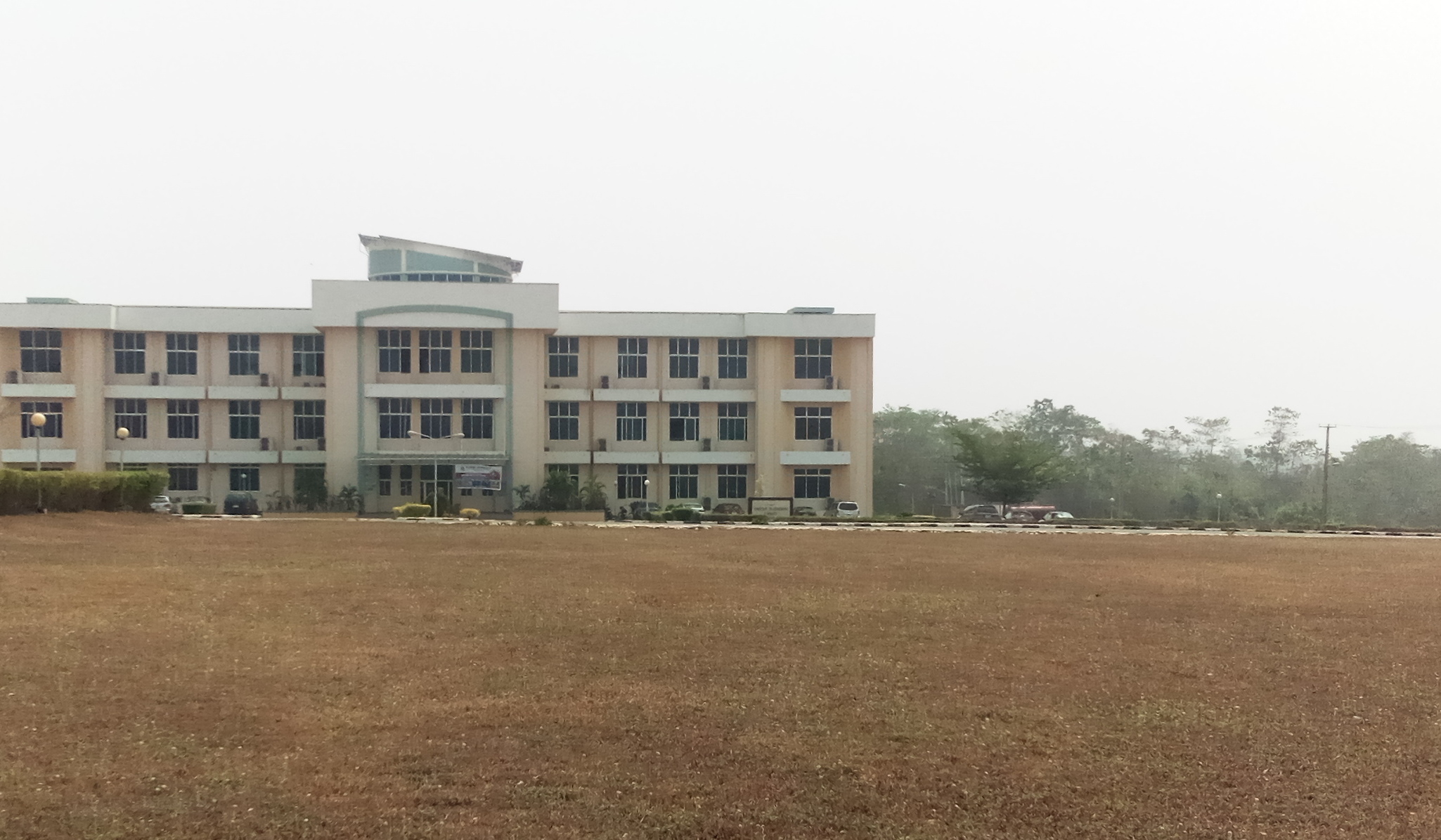
Biblioteca Timothy Olagbenro
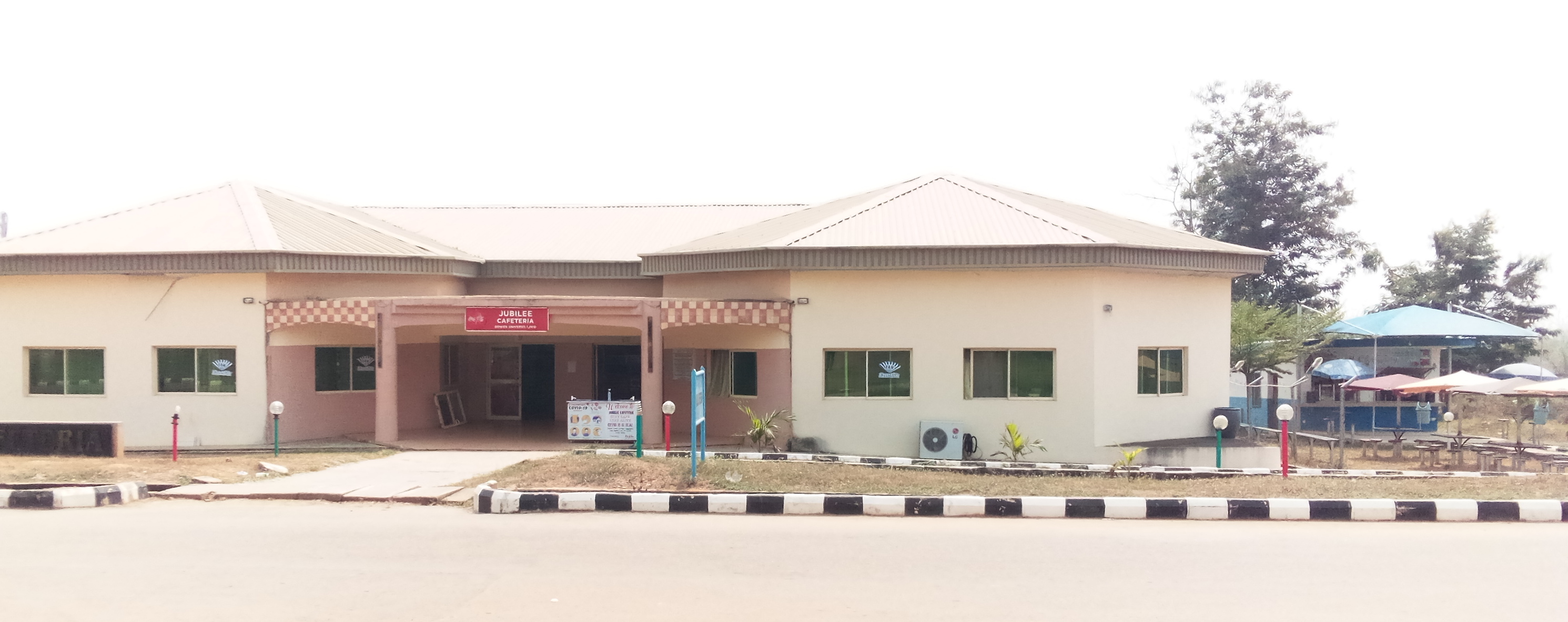
Cafetería Jubilee